# Crystal (Nowy Meksyk)
Crystal – jednostka osadnicza w Stanach Zjednoczonych, w stanie Nowy Meksyk, w hrabstwie San Juan.